# 사각지대

사각지대 경고 장치

A 필러 사각지대

사각지대(死角地帶, 영어: vehicle blind spot)는 운전자의 사각지대에 있는 장애물 혹은 자동차가 보이지 않게 되는 각도이다. 즉, 현재 상황에서 운전자가 제어하는 동안 직접 볼 수 없는 차량 주변 영역이다. 운송 시 운전자 가시성은 차량 운전자가 차량 주변의 눈에 띄는 물체를 보고 식별할 수 있는 최대 거리이다. 가시성은 주로 기상 조건과 차량 설계에 따라 결정된다. 시야에 영향을 미치는 차량 부품에는 앞유리, 대시보드, 필러 등이 있다. 안전한 도로 교통을 위해서는 양호한 운전자 시야가 필수적이다.

## 트램 및 열차
사각지대도 주변에 존재 트램 및 열차 (동력분산식 열차 및 화차 및 객차 와 기관차).

## 종류
- 사각지대 경고 장치 (Blind Spot Detection)
  - 측방 사각지대 경고 장치
  - 후방 사각지대 경고 장치
- 사각지대 충돌 회피
  - 차선 변경 보조 장치 (Lane Change Assistance)
  - 후방 추돌 안전 장치 (Rear-end Collision Warning System)

## 같이 보기
- 운전
- 자동차